# 2017-es brit túraautó-bajnokság
A 2018-as Dunlop MSA BTCC szezon a 60. szezonja volt a brit túraautó-bajnokságnak. A szezont április 2-a, illetve október 1-je között bonyolították le. Az egyéni bajnok Ashley Sutton lett 372 ponttal, míg csapatok között a Team BMW végzett az első helyen 594 egységet gyűjtve. A Független versenyzők bajnokságát Tom Ingram, a Jack Sears Trophy-t (az újoncok számára kiírt pontversenyt) pedig Senna Proctor nyerte.

## Csapatok és versenyzők
| Power Maxed Racing                         | Vauxhall Astra          | TOCA/Swindon     | 2         | Tom Chilton       | 1–8, 10 |
| Power Maxed Racing                         | Vauxhall Astra          | TOCA/Swindon     | 18        | Senna Proctor     | Összes  |
| Power Maxed Racing                         | Vauxhall Astra          | TOCA/Swindon     | 37        | Robert Huff       | 9       |
| Team BMW                                   | BMW 125i M Sport        | BMW/Neil Brown   | 4         | Colin Turkington  | Összes  |
| Team BMW                                   | BMW 125i M Sport        | BMW/Neil Brown   | 5         | Rob Collard       | Összes  |
| BMW Pirtek Racing                          | BMW 125i M Sport        | BMW/Neil Brown   | 77        | Andrew Jordan     | Összes  |
| Adrian Flux Subaru Racing                  | Subaru Levorg GT        | Subaru/Mountune  | 20        | James Cole        | Összes  |
| Adrian Flux Subaru Racing                  | Subaru Levorg GT        | Subaru/Mountune  | 99        | Jason Plato       | Összes  |
| Adrian Flux Subaru Racing                  | Subaru Levorg GT        | Subaru/Mountune  | 116       | Ashley Sutton     | Összes  |
| A-Plan Academy                             | Subaru Levorg GT        | Subaru/Mountune  | 28        | Josh Price        | Összes  |
| MG Racing RCIB Insurance                   | MG6 GT                  | TOCA/Swindon     | 23        | Daniel Lloyd      | 1–4     |
| MG Racing RCIB Insurance                   | MG6 GT                  | TOCA/Swindon     | 40        | Árón Taylor-Smith | Összes  |
| MG Racing RCIB Insurance                   | MG6 GT                  | TOCA/Swindon     | 66        | Josh Cook         | 5–10    |
| Halfords Yuasa Racing                      | Honda Civic Type R      | Honda/Neil Brown | 25        | Matt Neal         | Összes  |
| Halfords Yuasa Racing                      | Honda Civic Type R      | Honda/Neil Brown | 52        | Gordon Shedden    | Összes  |
| Simpson Racing                             | Honda Civic Type R      | Honda/Neil Brown | 303       | Matt Simpson      | Összes  |
| Privát csapatok                            |                         |                  |           |                   |         |
| Team Shredded Wheat Racing with DUO        | Ford Focus ST           | Ford/Mountune    | 3         | Mat Jackson       | Összes  |
| Team Shredded Wheat Racing with DUO        | Ford Focus ST           | Ford/Mountune    | 6         | Rory Butcher      | 7–10    |
| Team Shredded Wheat Racing with DUO        | Ford Focus ST           | Ford/Mountune    | 30        | Martin Depper     | Összes  |
| Team Shredded Wheat Racing with DUO        | Ford Focus ST           | Ford/Mountune    | 300       | Luke Davenport    | 1–5     |
| Team Parker Racing with Maximum Motorsport | Ford Focus ST           | Ford/Mountune    | 7         | Stephen Jelley    | Összes  |
| Team Parker Racing with Maximum Motorsport | Ford Focus ST           | Ford/Mountune    | 66        | Josh Cook         | 1–4     |
| Team Parker Racing with Maximum Motorsport | Ford Focus ST           | Ford/Mountune    | 95        | Dennis Strandberg | 5       |
| Team Parker Racing with Maximum Motorsport | Ford Focus ST           | Ford/Mountune    | 95        | Stewart Lines     | 6–10    |
| AmDtuning.com with Cobra Exhausts          | Audi S3 Saloon          | TOCA/Swindon     |           |                   |         |
| AmDtuning.com with Cobra Exhausts          | Audi S3 Saloon          | TOCA/Swindon     | 10        | Ant Whorton-Eales | Összes  |
| AmDtuning.com with Cobra Exhausts          | Audi S3 Saloon          | TOCA/Swindon     | 48        | Ollie Jackson     | Összes  |
| Handy Motorsport                           | Toyota Avensis          | TOCA/Swindon     |           |                   |         |
| Handy Motorsport                           | Toyota Avensis          | TOCA/Swindon     | 11        | Rob Austin        | Összes  |
| Autoaid/RCIB Insurance Racing              | Volkswagen CC           | TOCA/Swindon     |           |                   |         |
| Autoaid/RCIB Insurance Racing              | Volkswagen CC           | TOCA/Swindon     | 12        | Michael Epps      | Összes  |
| Autoaid/RCIB Insurance Racing              | Volkswagen CC           | TOCA/Swindon     | 61        | Will Burns        | 1–9     |
| TAG Racing                                 | Volkswagen CC           | TOCA/Swindon     |           |                   |         |
| 24                                         | Volkswagen CC           | TOCA/Swindon     | Jake Hill | Összes            |         |
| Laser Tools Racing                         | Mercedes-Benz A-Osztály | TOCA/Swindon     | 16        | Aiden Moffat      | Összes  |
| Ciceley Motorsport with MAC Tools          | Mercedes-Benz A-Osztály | TOCA/Swindon     | 33        | Adam Morgan       | Összes  |
| BTC Norlin Racing                          | Chevrolet Cruze         | TOCA/Swindon     | 17        | Dave Newsham      | Összes  |
| BTC Norlin Racing                          | Chevrolet Cruze         | TOCA/Swindon     | 22        | Chris Smiley      | Összes  |
| Eurotech Racing                            | Honda Civic Type R      | TOCA/Swindon     | 31        | Jack Goff         | Összes  |
| Eurotech Racing                            | Honda Civic Type R      | TOCA/Swindon     | 39        | Brett Smith       | 6–10    |
| Eurotech Racing                            | Honda Civic Type R      | TOCA/Swindon     | 55        | Jeff Smith        | 1–5     |
| Speedworks Motorsport                      | Toyota Avensis          | TOCA/Swindon     | 80        | Tom Ingram        | Összes  |

## Versenynaptár
A szervezők az előzetes versenynaptárat 2016 június 15.-én hozták nyilvánosságra, nem történt helyszíni változás az előző évi programhoz képest.
| Forduló | Forduló | Pálya                                                                                | Dátum          |
| ------- | ------- | ------------------------------------------------------------------------------------ | -------------- |
| 1       | V1      | Brands Hatch (Indy Circuit, Kent)                                                    | Április 2.     |
| 1       | V2      | Brands Hatch (Indy Circuit, Kent)                                                    | Április 2.     |
| 1       | V3      | Brands Hatch (Indy Circuit, Kent)                                                    | Április 2.     |
| 2       | V4      | Donington Park (National Circuit, Leicestershire)                                    | Április 16.    |
| 2       | V5      | Donington Park (National Circuit, Leicestershire)                                    | Április 16.    |
| 2       | V6      | Donington Park (National Circuit, Leicestershire)                                    | Április 16.    |
| 3       | V7      | Thruxton Circuit (Hampshire)                                                         | Május 7.       |
| 3       | V8      | Thruxton Circuit (Hampshire)                                                         | Május 7.       |
| 3       | V9      | Thruxton Circuit (Hampshire)                                                         | Május 7.       |
| 4       | V10     | Oulton Park (Island Circuit, Cheshire)                                               | Május 21.      |
| 4       | V11     | Oulton Park (Island Circuit, Cheshire)                                               | Május 21.      |
| 4       | V12     | Oulton Park (Island Circuit, Cheshire)                                               | Május 21.      |
| 5       | V13     | Croft Circuit (North Yorkshire)                                                      | Június 11.     |
| 5       | V14     | Croft Circuit (North Yorkshire)                                                      | Június 11.     |
| 5       | V15     | Croft Circuit (North Yorkshire)                                                      | Június 11.     |
| 6       | V16     | Snetterton Motor Racing Circuit (300 Circuit, Norfolk)                               | Július 30.     |
| 6       | V17     | Snetterton Motor Racing Circuit (300 Circuit, Norfolk)                               | Július 30.     |
| 6       | V18     | Snetterton Motor Racing Circuit (300 Circuit, Norfolk)                               | Július 30.     |
| 7       | V22     | Knockhill Racing Circuit (Fife)                                                      | Augusztus 13.  |
| 7       | V23     | Knockhill Racing Circuit (Fife)                                                      | Augusztus 13.  |
| 7       | V24     | Knockhill Racing Circuit (Fife)                                                      | Augusztus 13.  |
| 8       | V19     | Rockingham Motor Speedway (International Super Sports Car Circuit, Northamptonshire) | Augusztus 27.  |
| 8       | V20     | Rockingham Motor Speedway (International Super Sports Car Circuit, Northamptonshire) | Augusztus 27.  |
| 8       | V21     | Rockingham Motor Speedway (International Super Sports Car Circuit, Northamptonshire) | Augusztus 27.  |
| 9       | V25     | Silverstone Circuit (National Circuit, Northamptonshire)                             | Szeptember 17. |
| 9       | V26     | Silverstone Circuit (National Circuit, Northamptonshire)                             | Szeptember 17. |
| 9       | V27     | Silverstone Circuit (National Circuit, Northamptonshire)                             | Szeptember 17. |
| 10      | V28     | Brands Hatch (Grand Prix Circuit, Kent)                                              | Október 1.     |
| 10      | V29     | Brands Hatch (Grand Prix Circuit, Kent)                                              | Október 1.     |
| 10      | V30     | Brands Hatch (Grand Prix Circuit, Kent)                                              | Október 1.     |

## Eredmények
| Forduló | Forduló | Pálya                           | Pole pozíció  | Leggyorsabb kör  | Győztes versenyző | Győztes csapat                      | Győztes független | JST győztes       |
| ------- | ------- | ------------------------------- | ------------- | ---------------- | ----------------- | ----------------------------------- | ----------------- | ----------------- |
| 1       | V1      | Brands Hatch Indy               | Jeff Smith    | Gordon Shedden   | Tom Ingram        | Speedworks Motorsport               | Tom Ingram        | Senna Proctor     |
| 1       | V2      | Brands Hatch Indy               |               | Colin Turkington | Gordon Shedden    | Halfords Yuasa Racing               | Tom Ingram        | Senna Proctor     |
| 1       | V3      | Brands Hatch Indy               |               | Colin Turkington | Andrew Jordan     | BMW Pirtek Racing                   | Adam Morgan       | Senna Proctor     |
| 2       | V4      | Donington Park                  | Rob Austin    | Colin Turkington | Aiden Moffat      | Laser Tools Racing                  | Aiden Moffat      | Senna Proctor     |
| 2       | V5      | Donington Park                  |               | Andrew Jordan    | Tom Ingram        | Speedworks Motorsport               | Tom Ingram        | Ant Whorton-Eales |
| 2       | V6      | Donington Park                  |               | Daniel Lloyd     | Colin Turkington  | Team BMW                            | Adam Morgan       | Senna Proctor     |
| 3       | V7      | Thruxton Circuit                | Matt Neal     | Ashley Sutton    | Matt Neal         | Halfords Yuasa Racing               | Jack Goff         | Senna Proctor     |
| 3       | V8      | Thruxton Circuit                |               | Matt Neal        | Rob Collard       | Team BMW                            | Tom Ingram        | Luke Davenport    |
| 3       | V9      | Thruxton Circuit                |               | Tom Chilton      | Colin Turkington  | Team BMW                            | Tom Ingram        | Senna Proctor     |
| 4       | V10     | Oulton Park                     | Matt Neal     | Matt Neal        | Andrew Jordan     | BMW Pirtek Racing                   | Aiden Moffat      | Senna Proctor     |
| 4       | V11     | Oulton Park                     |               | Ashley Sutton    | Ashley Sutton     | Adrian Flux Subaru Racing           | Josh Cook         | Josh Price        |
| 4       | V12     | Oulton Park                     |               | Tom Ingram       | Gordon Shedden    | Halfords Yuasa Racing               | Rob Austin        | Luke Davenport    |
| 5       | V13     | Croft Circuit                   | Ashley Sutton | Colin Turkington | Ashley Sutton     | Adrian Flux Subaru Racing           | Mat Jackson       | Senna Proctor     |
| 5       | V14     | Croft Circuit                   |               | Colin Turkington | Colin Turkington  | Team BMW                            | Mat Jackson       | Ant Whorton-Eales |
| 5       | V15     | Croft Circuit                   |               | Mat Jackson      | Mat Jackson       | Team Shredded Wheat Racing with DUO | Mat Jackson       | Senna Proctor     |
| 6       | V16     | Snetterton Motor Racing Circuit | Jack Goff     | Colin Turkington | Ashley Sutton     | Adrian Flux Subaru Racing           | Jack Goff         | Will Burns        |
| 6       | V17     | Snetterton Motor Racing Circuit |               | Josh Price       | Ashley Sutton     | Adrian Flux Subaru Racing           | Mat Jackson       | Will Burns        |
| 6       | V18     | Snetterton Motor Racing Circuit |               | Rob Collard      | Gordon Shedden    | Halfords Yuasa Racing               | Mat Jackson       | Senna Proctor     |
| 7       | V19     | Knockhill Racing Circuit        | Jason Plato   | Colin Turkington | Jason Plato       | Adrian Flux Subaru Racing           | Tom Ingram        | Senna Proctor     |
| 7       | V20     | Knockhill Racing Circuit        |               | Jason Plato      | Ashley Sutton     | Adrian Flux Subaru Racing           | Dave Newsham      | Rory Butcher      |
| 7       | V21     | Knockhill Racing Circuit        |               | Tom Ingram       | Tom Ingram        | Speedworks Motorsport               | Tom Ingram        | Rory Butcher      |
| 8       | V22     | Rockingham Motor Speedway       | James Cole    | Matt Neal        | James Cole        | Adrian Flux Subaru Racing           | Jack Goff         | Josh Price        |
| 8       | V23     | Rockingham Motor Speedway       |               | Ashley Sutton    | Ashley Sutton     | Adrian Flux Subaru Racing           | Mat Jackson       | Senna Proctor     |
| 8       | V24     | Rockingham Motor Speedway       |               | Ashley Sutton    | Andrew Jordan     | BMW Pirtek Racing                   | Adam Morgan       | Senna Proctor     |
| 9       | V25     | Silverstone Circuit             | Jack Goff     | Adam Morgan      | Tom Ingram        | Speedworks Motorsport               | Tom Ingram        | Ant Whorton-Eales |
| 9       | V26     | Silverstone Circuit             |               | Gordon Shedden   | Jack Goff         | Eurotech Racing                     | Jack Goff         | Brett Smith       |
| 9       | V27     | Silverstone Circuit             |               | Senna Proctor    | Matt Neal         | Halfords Yuasa Racing               | Dave Newsham      | Ant Whorton-Eales |
| 10      | V28     | Brands Hatch GP                 | Jack Goff     | Gordon Shedden   | Aiden Moffat      | Laser Tools Racing                  | Aiden Moffat      | Senna Proctor     |
| 10      | V29     | Brands Hatch GP                 |               | Colin Turkington | Colin Turkington  | Team BMW                            | Mat Jackson       | Brett Smith       |
| 10      | V30     | Brands Hatch GP                 |               | Martin Depper    | Rob Austin        | Handy Motorsport                    | Rob Austin        | Rory Butcher      |

## A bajnokság eredménye
| Pontrendszer | Pontrendszer | Pontrendszer | Pontrendszer | Pontrendszer | Pontrendszer | Pontrendszer | Pontrendszer | Pontrendszer | Pontrendszer | Pontrendszer | Pontrendszer | Pontrendszer | Pontrendszer | Pontrendszer | Pontrendszer | Pontrendszer    | Pontrendszer            | Pontrendszer |
| ------------ | ------------ | ------------ | ------------ | ------------ | ------------ | ------------ | ------------ | ------------ | ------------ | ------------ | ------------ | ------------ | ------------ | ------------ | ------------ | --------------- | ----------------------- | ------------ |
| 1.           | 2.           | 3.           | 4.           | 5.           | 6.           | 7.           | 8.           | 9.           | 10.          | 11.          | 12.          | 13.          | 14.          | 15.          | V1 PP        | Leggyorsabb kör | Versenyben vezetett kör |              |
| 20           | 17           | 15           | 13           | 11           | 10           | 9            | 8            | 7            | 6            | 5            | 4            | 3            | 2            | 1            | 1            | 1               | 1                       |              |

- A versenyben vezetett körért járó pontot nem mindenegyes élen eltöltött kör után osztották.  a versenyzőknek futamonként csak egyszer volt lehetőségük begyűjteni.

### Egyéni bajnokság
| Poz. | Versenyző         | BHI | BHI | BHI | DON | DON | DON | THR | THR | THR | OUL | OUL | OUL | CRO | CRO | CRO | SNE | SNE | SNE | ROC | ROC | ROC | KNO | KNO | KNO | SIL | SIL | SIL | BHGP | BHGP | BHGP | Pont |
| ---- | ----------------- | --- | --- | --- | --- | --- | --- | --- | --- | --- | --- | --- | --- | --- | --- | --- | --- | --- | --- | --- | --- | --- | --- | --- | --- | --- | --- | --- | ---- | ---- | ---- | ---- |
| 1    | Ashley Sutton     | 16  | Ki  | 21  | 13  | 3   | 3   | 6   | 8   | 6   | 3   | 1*  | 4   | 1*  | 2   | 2   | 1*  | 1*  | Ki  | 2   | 1*  | 4   | 2   | 1*  | 5   | 5   | 4   | 11  | 3    | 12   | 3    | 372  |
| 2    | Colin Turkington  | Ki  | 9   | 2   | 4   | 5   | 1   | 7   | 6   | 1*  | 29  | 13  | 5   | 2   | 1*  | 6   | 7*  | 2   | 3   | 3   | 3   | 3   | 6   | 3   | 6   | 4   | 3   | 22  | 15   | 1*   | Ki   | 351  |
| 3    | Tom Ingram        | 1*  | 3*  | 11  | 5*  | 1*  | 5   | 4   | 3   | 2   | Ki  | Ki  | 26  | 8   | Ki  | 16  | 8   | 10  | 6   | 6   | 8   | 1*  | Ni  | 9   | 8   | 1*  | 2*  | 4   | 2    | 6    | 4    | 311  |
| 4    | Gordon Shedden    | 2   | 1*  | 7   | 7   | 6   | Kiz | 2   | 2   | 4   | 7   | 4   | 1*  | 5   | 4   | 9   | 13  | 7   | 1*  | 11  | 6   | 2   | 30  | Ki  | 12  | 11  | 7   | 21  | 7    | 2    | 6    | 309  |
| 5    | Rob Collard       | 7   | 2   | 6   | 6   | 2   | 12  | 10  | 1*  | 7   | 5   | 2   | 6   | 4   | 3   | 8   | 9   | 3   | 2   | 4   | 4   | 11  | 17  | 8   | Ki  | Ki  | Ni  | Ni  | WD   | WD   | WD   | 256  |
| 6    | Jack Goff         | 4   | 12  | 8   | 12  | 9   | 6   | 3   | 4   | 3   | 21  | 16  | 15  | 21  | 22  | 21  | 2*  | 5   | 8   | 14  | Ki  | 16  | 3   | 5   | 4   | 2   | 1*  | 9   | 12   | 8    | 2    | 245  |
| 7    | Matt Neal         | Ki  | 11  | 4   | 2   | 7   | Ki  | 1*  | 29* | 11  | 2   | 3   | 2   | Ki  | 18  | 5   | 3   | 9   | Ki  | 9   | Ki  | 8   | 5   | Ki  | 13  | 13  | 13  | 1*  | 10   | 3    | 8    | 243  |
| 8    | Mat Jackson       | 8   | 5   | 13  | 11  | Ki  | Ki  | 8   | 20  | 14  | 6   | 7   | Ki  | 3   | 7   | 1*  | 11  | 4   | 4   | Ki  | 16  | 7   | 7   | 2   | 15  | 24  | Ki  | 10  | 4    | 4    | 7    | 210  |
| 9    | Andrew Jordan     | 6   | 6   | 1*  | 15  | 15  | 18  | 28  | 14  | 13  | 1*  | 5*  | 3*  | 6   | 5   | 7   | 4   | 6   | 21* | 13  | Ki  | 13  | 12  | 7   | 1*  | Ki  | 27  | 8   | 27   | 17   | 13   | 203  |
| 10   | Adam Morgan       | 3   | 4   | 5   | 8   | 11  | 2   | 5   | 7   | 9   | 28  | Ni  | Ni  | Ki  | 15  | 12  | Ki  | 19  | Ki  | 8   | Ki  | 17  | 8   | 6   | 2   | 3   | 6   | 6   | Ki   | 19   | 9    | 187  |
| 11   | Rob Austin        | 5   | Kiz | 18  | 3   | Ki  | 13  | 9   | 5   | 5   | 9   | 8   | 7   | 11  | 8   | 4   | Ki  | 15  | Ki  | 23  | Ki  | 20  | 31  | 26  | Ki  | 9   | 5   | 5   | 9    | 9    | 1*   | 174  |
| 12   | Jason Plato       | 12  | Ki  | Ni  | Ki  | 20  | 16  | 23  | 25  | 28  | 12  | 11  | 11  | 10  | 6   | 3   | 5   | 24  | 16  | 1*  | 2*  | 6   | 10  | 4   | 3   | 23  | 15  | Ki  | 28   | 24   | 22   | 146  |
| 13   | Aiden Moffat      | 18  | Ki  | Ki  | 1*  | 14* | 8   | 12  | 9   | 8   | 4   | 14  | Ki  | 23  | 14  | Ki  | 19  | 29  | 12  | 26  | 15  | 15  | 19  | 14  | 17  | 8   | Ki  | 14  | 1*   | 5*   | 14   | 121  |
| 14   | Dave Newsham      | Ki  | 17  | 14  | 19  | 8   | 4*  | 15  | 13  | 12  | 24  | 19  | 13  | Ki  | 19  | 15  | 24  | 20  | 13  | 10  | 7   | 10  | 13  | 23  | 10  | 7   | 9   | 3   | 8    | Ki   | 17   | 108  |
| 15   | Tom Chilton       | 10  | 8   | 3   | Ki  | 10  | 14  | 14  | 12  | 10  | 19  | 24  | 19  | 9   | Ki  | 20  | 10  | 12  | 10  | 16  | 12  | 18  | 11  | 16  | 24  |     |     |     | 5    | 7    | 15   | 100  |
| 16   | James Cole        | Ki  | 21  | Ki  | Ki  | 24  | 22  | 27  | 28  | 26  | 23  | Ki  | Hn  | Ki  | 16  | Ki  | 15  | 8   | 5   | 5   | 5   | 5   | 1*  | 13  | Ki  | 17  | 21  | 15  | 19   | 22   | 26   | 79   |
| 17   | Michael Epps      | 9   | 10  | 9   | Ki  | 23  | 21  | 25  | 18  | 20  | 11  | 10  | 8   | 22  | 12  | Ki  | Ki  | 18  | Ki  | 24  | 17  | 23  | 15  | Ki  | 19  | 10  | 10  | 12  | 18   | 10   | 5    | 77   |
| 18   | Josh Cook         | 13  | 7   | 26  | 10  | 4   | 7   | Ki  | 30  | 22  | 8   | 6   | Ki  | 7   | 23  | 23  | Ki  | 28  | Ki  | 12  | Ki  | 29  | 4   | Ki  | Ki  | EX  | 18  | Ki  | 25   | 26   | Ki   | 75   |
| 19   | Senna Proctor     | 17  | 13  | 19  | 14  | 19  | 10  | 16  | 23  | 19  | 15  | 18  | 16  | 14  | 13  | 14  | 17  | 23  | 9   | 7   | Ki  | 25  | 21  | 11  | 7   | 15  | 22  | 18  | 6    | 14   | Ki   | 63   |
| 20   | Jake Hill         | Hn  | 19  | 10  | Ki  | 26  | 11  | Ki  | 21  | 15  | 10  | 9   | 9   | 12  | Ki  | 19  | 6   | 11  | 7   | 21  | Ki  | 22  | 24  | 17  | 16  | Ki  | 17  | Ki  | 26   | 16   | 10   | 63   |
| 21   | Chris Smiley      | 21  | Ki  | 25  | Ki  | 17  | 17  | 19  | 15  | 18  | NC  | 27  | 20  | 20  | 20  | 13  | 14  | 17  | 20  | 19  | 14  | 26  | 20  | 10  | 9   | 18  | 11  | 7   | 11   | Ki   | 11   | 45   |
| 22   | Ollie Jackson     | 22  | 14  | 16  | 17  | Ki  | 15  | 18  | 16  | 17  | 14  | 26  | 18  | 13  | 9   | 10* | 18  | 14  | Ki  | 28  | 19  | Ki  | 14  | 12  | 11  | 12  | Ki  | Ki  | 14   | 15   | 16   | 42   |
| 23   | Ant Whorton-Eales | 25  | Ki  | 23  | 16  | 12  | Ki  | 30  | 24  | Ni  | 27  | 28  | 21  | 16  | 11  | 17  | 20  | 21  | 11  | 17  | 10  | 27* | 18  | 18  | Ki  | 6   | 23  | 13  | 16   | 18   | 25   | 34   |
| 24   | Matt Simpson      | 11  | 20  | Ki  | 18  | Ki  | 20  | 13  | 11  | 16  | Ki  | 25  | 14  | Ki  | 17  | 18  | 12  | 13  | Ki  | 22  | 13  | 14  | 28  | Ki  | 18  | 25  | 24  | 20  | 13   | 20   | 24   | 30   |
| 25   | Robert Huff       |     |     |     |     |     |     |     |     |     |     |     |     |     |     |     |     |     |     |     |     |     |     |     |     | 16  | 8   | 2*  |      |      |      | 26   |
| 26   | Jeff Smith        | Ki  | 16  | 17  | 9   | 13  | Ki  | 11  | 10  | 27  | 13  | 21  | 24  | WD  | WD  | WD  |     |     |     |     |     |     |     |     |     |     |     |     |      |      |      | 25   |
| 27   | Árón Taylor-Smith | 14  | 15  | 12  | 23  | 18  | 9   | 20  | 27  | 25  | 16  | 12  | 25  | WD  | WD  | WD  | Ki  | 27  | Ki  | 15  | Ki  | 24  | 16  | 15  | 20  | 19  | 14  | 17  | 23   | 13   | 20   | 25   |
| 28   | Martin Depper     | 15  | Ki  | 22  | Ki  | 25  | 24  | 24  | Ki  | Ni  | 26  | 20  | 23  | 18  | 10  | 11  | 22  | 22  | 17  | 27  | 11  | 12  | 22  | 20  | 23  | 22  | 20  | 16  | 21   | 27   | 23   | 22   |
| 29   | Rory Butcher      |     |     |     |     |     |     |     |     |     |     |     |     |     |     |     |     |     |     | 25  | 9   | 9   | 25  | 19  | 14  | 20  | 19  | Ki  | 24   | 21   | 12   | 20   |
| 30   | Brett Smith       |     |     |     |     |     |     |     |     |     |     |     |     |     |     |     | Ki  | Ki  | 14  | 30  | 18  | 19  | 27  | 24  | 21  | 14  | 12  | 19  | 17   | 11   | 18   | 13   |
| 31   | Josh Price        | 24  | 24  | 24  | 21  | 28  | 23  | 29  | 26  | 24  | 22  | 15  | 27  | Ki  | 24  | Ki  | Ki  | 26  | 19  | 18  | Kiz | Ki  | 9   | Ki  | Ki  | 21  | 16  | Ki  | 22   | 23   | Ki   | 9    |
| 32   | Luke Davenport    | 19  | Ki  | 20  | Kiz | 16  | 25  | 17  | 17  | Ki  | 18  | 17  | 10  | WD  | WD  | WD  |     |     |     |     |     |     |     |     |     |     |     |     |      |      |      | 6    |
| 33   | Daniel Lloyd      | 23  | 23  | 15  | Ki  | 21  | Ki  | 21  | Ki  | Ki  | 20  | 22  | 12  |     |     |     |     |     |     |     |     |     |     |     |     |     |     |     |      |      |      | 6    |
| 34   | Stephen Jelley    | 20  | 18  | 27  | 20  | 22  | 19  | 22  | 22  | 21  | 17  | 23  | 17  | 15  | Ki  | Ki  | 21  | 25  | 15  | 20  | Ki  | 21  | 26  | 22  | Ki  | Ki  | 26  | Ki  | 20   | Ni   | 19   | 2    |
| 35   | Will Burns        | 26  | 22  | 28  | 22  | 27  | Ki  | 26  | 19  | 23  | 25  | 29  | 22  | 17  | Ki  | Ki  | 16  | 16  | 18  | 29  | 20  | Ki  | 23  | 21  | Ki  | Ki  | Ni  | Ni  |      |      |      | 0    |
| 36   | Dennis Strandberg |     |     |     |     |     |     |     |     |     |     |     |     | 19  | 21  | 22  |     |     |     |     |     |     |     |     |     |     |     |     |      |      |      | 0    |
| 37   | Stewart Lines     |     |     |     |     |     |     |     |     |     |     |     |     |     |     |     | 23  | Ki  | Ki  | Ki  | 21  | 28  | 29  | 25  | 22  | Ki  | 25  | Ki  | 29   | 25   | 21   | 0    |
| Poz. | Versenyző         | BHI | BHI | BHI | DON | DON | DON | THR | THR | THR | OUL | OUL | OUL | CRO | CRO | CRO | SNE | SNE | SNE | ROC | ROC | ROC | KNO | KNO | KNO | SIL | SIL | SIL | BHGP | BHGP | BHGP | Pont |

### Konstruktőrök bajnoksága
| Poz. | Gyártó/Konstruktőr            | Pont |
| ---- | ----------------------------- | ---- |
| 1    | BMW / West Surrey Racing      | 782  |
| 2    | Subaru / Team BMR             | 751  |
| 3    | Honda / Team Dynamics         | 726  |
| 4    | Vauxhall / Power Maxed Racing | 580  |
| 5    | MG / Triple Eight Racing      | 369  |

### Csapatok bajnoksága
| Pos. | Team                                       | Points |
| ---- | ------------------------------------------ | ------ |
| 1    | Team BMW                                   | 594    |
| 2    | Halfords Yuasa Racing                      | 545    |
| 3    | Adrian Flux Subaru Racing                  | 513    |
| 4    | Speedworks Motorsport                      | 307    |
| 5    | Eurotech Racing                            | 286    |
| 6    | Team Shredded Wheat Racing with DUO        | 235    |
| 7    | Power Maxed Racing                         | 201    |
| 8    | BMW Pirtek Racing                          | 200    |
| 9    | Ciceley Motorsport with MAC Tools          | 191    |
| 10   | Handy Motorsport                           | 173    |
| 11   | BTC Norlin Racing                          | 162    |
| 12   | Laser Tools Racing                         | 124    |
| 13   | Autoaid/RCIB Insurance Racing              | 82     |
| 14   | AmDtuning.com with Cobra Exhausts          | 79     |
| 15   | TAG Racing                                 | 68     |
| 16   | MG Racing RCIB Insurance                   | 64     |
| 17   | Team Parker Racing with Maximum Motorsport | 61     |
| 18   | Simpson Racing                             | 27     |
| 19   | A-Plan Academy                             | 8      |

### Független versenyzők bajnoksága
| Poz. | Versenyző         | Pont |
| ---- | ----------------- | ---- |
| 1    | Tom Ingram        | 418  |
| 2    | Jack Goff         | 379  |
| 3    | Mat Jackson       | 344  |
| 4    | Adam Morgan       | 293  |
| 5    | Rob Austin        | 286  |
| 6    | Dave Newsham      | 268  |
| 7    | Aiden Moffat      | 243  |
| 8    | Michael Epps      | 199  |
| 9    | Ollie Jackson     | 199  |
| 10   | Jake Hill         | 194  |
| 11   | Chris Smiley      | 187  |
| 12   | Ant Whorton-Eales | 157  |
| 13   | Martin Depper     | 136  |
| 14   | Stephen Jelley    | 106  |
| 15   | Josh Cook         | 99   |
| 16   | Rory Butcher      | 76   |
| 17   | Jeff Smith        | 73   |
| 18   | Will Burns        | 70   |
| 19   | Brett Smith       | 63   |
| 20   | Luke Davenport    | 60   |
| 21   | Stewart Lines     | 17   |
| 22   | Dennis Strandberg | 15   |

### Független csapatok bajnoksága
| Poz. | Csapat                                     | Pont |
| ---- | ------------------------------------------ | ---- |
| 1    | Speedworks Motorsport                      | 425  |
| 2    | Eurotech Racing                            | 408  |
| 3    | Team Shredded Wheat Racing with DUO        | 404  |
| 4    | BTC Norlin Racing                          | 329  |
| 5    | Ciceley Motorsport with MAC Tools          | 308  |
| 6    | Handy Motorsport                           | 302  |
| 7    | AmDtuning.com with Cobra Exhausts          | 280  |
| 8    | Laser Tools Racing                         | 267  |
| 9    | Autoaid/RCIB Insurance Racing              | 265  |
| 10   | Team Parker Racing with Maximum Motorsport | 242  |
| 11   | TAG Racing                                 | 228  |

### Jack Sears Trophy
| Poz. | Versenyző         | BHI | BHI | BHI | DON | DON | DON | THR | THR | THR | OUL | OUL | OUL | CRO | CRO | CRO | SNE | SNE | SNE | KNO | KNO | KNO | ROC | ROC | ROC | SIL | SIL | SIL | BHGP | BHGP | BHGP | Pont |
| ---- | ----------------- | --- | --- | --- | --- | --- | --- | --- | --- | --- | --- | --- | --- | --- | --- | --- | --- | --- | --- | --- | --- | --- | --- | --- | --- | --- | --- | --- | ---- | ---- | ---- | ---- |
| 1    | Senna Proctor     | 17  | 13  | 19  | 14  | 19  | 10  | 16  | 23  | 19  | 15  | 18  | 16  | 14  | 13  | 14  | 17  | 23  | 9   | 7   | Ki  | 25  | 21  | 11  | 7   | 15  | 22  | 18  | 6    | 14   | Ki   | 503  |
| 2    | Ant Whorton-Eales | 25  | Ki  | 23  | 16  | 12  | Ki  | 30  | 24  | Ni  | 27  | 28  | 21  | 16  | 11  | 17  | 20  | 21  | 11  | 17  | 10  | 27  | 18  | 18  | Ki  | 6   | 23  | 13  | 16   | 18   | 25   | 410  |
| 3    | Josh Price        | 24  | 24  | 24  | 21  | 28  | 23  | 29  | 26  | 24  | 22  | 15  | 27  | Ki  | 24  | Ki  | Ki  | 26  | 19  | 18  | Kiz | Ki  | 9   | Ki  | Ki  | 21  | 16  | Ki  | 22   | 23   | Ki   | 295  |
| 4    | Will Burns        | 26  | 22  | 28  | 22  | 27  | Ki  | 26  | 19  | 23  | 25  | 29  | 22  | 17  | Ki  | Ki  | 16  | 16  | 18  | 29  | 20  | Ki  | 23  | 21  | Ki  | Ki  | Ni  | Ni  |      |      |      | 269  |
| 5    | Brett Smith       |     |     |     |     |     |     |     |     |     |     |     |     |     |     |     | Ki  | Ki  | 14  | 30  | 18  | 19  | 27  | 24  | 21  | 14  | 12  | 19  | 17   | 11   | 18   | 197  |
| 6    | Rory Butcher      |     |     |     |     |     |     |     |     |     |     |     |     |     |     |     |     |     |     | 25  | 9   | 9   | 25  | 19  | 14  | 20  | 19  | Ki  | 24   | 21   | 12   | 168  |
| 7    | Luke Davenport    | 19  | Ki  | 20  | Kiz | 16  | 25  | 17  | 17  | Ki  | 18  | 17  | 10  | WD  | WD  | WD  |     |     |     |     |     |     |     |     |     |     |     |     |      |      |      | 157  |
| 8    | Dennis Strandberg |     |     |     |     |     |     |     |     |     |     |     |     | 19  | 21  | 22  |     |     |     |     |     |     |     |     |     |     |     |     |      |      |      | 43   |
| Poz. | Versenyző         | BHI | BHI | BHI | DON | DON | DON | THR | THR | THR | OUL | OUL | OUL | CRO | CRO | CRO | SNE | SNE | SNE | KNO | KNO | KNO | ROC | ROC | ROC | SIL | SIL | SIL | BHGP | BHGP | BHGP | Pont |